# Trận Lak Sao
Trận Lak Sao là trận chiến xảy ra từ giữa tháng 11/1963 đến tháng 1/1964 tại Ban Lak Sao, nay thuộc muang Khamkeuth tỉnh Bolikhamsai, là một trận chiến lớn trong cuộc Nội chiến Lào .
Tháng 11/1963, Tướng Phoumi Nosavan, người nắm giữ quyền lực quân sự tại Vương quốc Lào, đã phát động một cuộc tấn công quân sự để chống lại những kẻ xâm nhập Bắc Việt khi đó đã cắt ngang khắp vùng đất phía bắc của nước Lào. Mặc dù hành động này không được hỗ trợ bởi những người ủng hộ ông ta tại Đại sứ quán Hoa Kỳ, ông đã đi trước với kế hoạch của mình để tiến về phía bắc từ Nhommarath, sau đó quay về phía đông đến biên giới với Việt Nam. Các cố vấn từ Cơ quan Tình báo Trung ương Mỹ (CIA) của Phoumi cảnh báo ông rằng Bắc Việt Nam sẽ trả đũa, nhưng ông không quan tâm đến ý kiến của họ.
Quân đội Hoàng gia Lào (RLA) miễn cưỡng thực hiện nhiệm vụ của mình cho đến khi nó gặp phải sự kháng cự gay gắt. Vào thời điểm đó, họ có xu hướng chạy trốn hơn là chiến đấu. Khi cuộc chiến xảy ra trong suốt tháng 12/1963, hai đơn vị RLA ưu tú, là Tiểu đoàn Dù thứ 11 và 55, đã bị quân đội cộng sản cầm chân, và cũng do lỗi trong việc nhảy dù. Một tiểu đoàn quân tình nguyện cũng bị Quân đội Nhân dân Việt Nam chia cắt. Lực lượng vũ trang Hoàng gia Lào (FAR) đã chấm dứt hoạt động ở đây vào đầu năm 1964, và đã mất quyền kiểm soát Cao nguyên Nakai cho cộng sản. Điều này, sau trận chiến ở Luang Namtha, dẫn đến hai thất bại thảm hại chỉ trong hai năm cho Chính phủ Hoàng gia Lào (RLG).